# Андре де Бриенн
Андре де Бриенн (фр. André de Brienne 1135 — 4 октября 1189 или 14 октября 1189) — французский дворянин из рода де Бриенн, сын Готье II, графа де Бриенн, сеньор де Рамрю, участник Третьего крестового похода.
Не позднее 1167 года женился на Аделаиде, дочери Ансо де Венизи и внучки французского короля Филиппа I Изабель де Нанжи.
В семье было пятеро детей:
- Готье (ум. ок. 1219), который, вероятно, наследовал отцу и умер, не оставив наследника
- Эрар (ок. 1182 — 1246), сеньор де Рамрю и де Венизи, претендент на графство Шампань
- Элизабет, жена Милона, сеньора де Пужи
- Агнес, жена Миля IV, сеньора де Нуайе
- Ада

Участвовал в осаде Акры. Прибыл под стены крепости вместе с братом Эраром в составе передового отряда Робера II де Дрё.
В битве с войсками Саладина под стенами Акры 4 октября 1189 года командовал арьергардом и пытался удержать отступавших крестоносцев, но был сбит с лошади. Несмотря на крики о помощи, крестоносцы, в числе которых был и его брат Эрар, оставили израненного Андре де Бриенна умирать на поле боя.
Около 1195 года его вдова вышла замуж за Гоше де Жуаньи, сеньора де Шато-Ренар.